# Kakeibo
Kakeibo (家計簿 kakeibo?), es un método japonés de ahorro. La palabra "kakeibo" se puede traducir como "libro de cuentas para la economía doméstica" y está destinado a la gestión financiera del hogar. Los "kakeibos" varían en estructura, pero la idea básica es la misma. A principios de mes, el usuario del "kakeibo" anota los ingresos y los gastos necesarios para el mes en curso y decide algún tipo de objetivo de ahorro. Luego, el usuario registra sus propios gastos a diario, que se suman primero al final de la semana y luego al final del mes. Al final del mes, se escribe un resumen de los gastos del mes en el "kakeibo". Además de los gastos e ingresos, se escriben pensamientos y observaciones en el "kakeibo" con el objetivo de tomar conciencia acerca de lo gastado. El "kakeibo" puede ser comprado o hecho por uno mismo.
Kakeibo fue inventado por la periodista japonesa Motoko Hani, quien publicó el primer kakeibo en una revista femenina en 1904. 
Todo el método gira en torno a cuatro preguntas principales:
- ¿Cuánto ingreso?
- ¿Cuánto ahorro?
- ¿Cuánto gasto?
- ¿Cómo mejorar?

Además, los gastos, se pueden agrupar en cuatro categorías:
- Imprescindibles (por ejemplo, comida, ropa, alquiler)
- Prescindibles (por ejemplo, comidas para llevar)
- Culturales (por ejemplo, museos, libros)
- No previstos (por ejemplo, cita médica)